# Maksims Rafaļskis
Maksims Rafaļskis (* 14. Mai 1984 in Riga) ist ein lettischer Fußballspieler, der bei ÍA Akranes in der isländischen Pepsideild unter Vertrag steht.

## Karriere

### Verein
Maksims Rafaļskis begann seine Karriere in der Lettischen Hauptstadt Riga, beim JFC Skonto der Jugendabteilung des Rekordmeisters Skonto Riga. Ab der Spielzeit 2005 beim FK Riga unter Vertrag gab er dort sein Profidebüt in der höchsten lettischen Spielklasse der Virslīga. Nach drei Saisons beim FK Riga wechselte er im Sommer 2008 zum FK Liepājas Metalurgs, der zu diesem Zeitpunkt vom deutschen Rüdiger Abramczik trainiert wurde. Mit der Mannschaft aus der Hafenstadt Liepāja gewann Rafaļskis in der Saison 2009 die Lettische Meisterschaft und wurde mit 11 erzielten Toren in 30 Spielen siebter in der Torschützenliste zusammen mit Andrejs Perepļotkins. Nach einer weiteren Saison bei Metalurgs wechselte er zum russischen Zweitligisten Baltika Kaliningrad aus dem ehemaligen Königsberg. Zu Beginn der Saison 2012 kehrte Rafaļskis zurück nach Lettland und spielte beim FC Daugava Daugavpils. Im Jahr 2013 unterschrieb Rafaļskis einen Zweijahresvertrag beim ÍA Akranes aus Island.

### Nationalmannschaft
Maksims Rafaļskis gab sein Debüt für die Lettische Fußballnationalmannschaft im Jahr 2009 gegen Bulgarien, als er für Jurijs Žigajevs eingewechselt wurde. Des Weiteren nahm er mit der Auswahl am Baltic Cup 2010 teil, wobei er in den beiden torlosen Spielen gegen Litauen und Estland über die gesamten 180 Spielminuten zum Einsatz kam. Nach 12 Länderspielen absolvierte Rafaļskis in der Qualifikation für die Europameisterschaft 2012 sein 13. und letztes gegen Israel.

## Erfolge
mit dem FK Liepājas Metalurgs
- Lettischer Meister: 2009